# 矢野才治郎
矢野 才治郎（やの さいじろう、1858年（安政5年12月） - 1899年（明治32年）5月21日）は、明治時代の政治家。教育者。衆議院議員（1期）。

## 経歴
美濃国大野郡唐栗村（岐阜県本巣郡唐栗村、本巣郡川崎村、巣南村、巣南町を経て現瑞穂市）に生まれる。1873年（明治6年）旧大垣藩儒の野村藤陰の門に入り漢学を修め、1875年（明治8年）岐阜県師範研修学校（岐阜大学教育学部の前身）を経て、小学校教員となる。学務委員を経て、1882年（明治15年）12月、大野・池田郡書記となり、1884年（明治17年）2月、岐阜県会議員に当選。のち県議を辞し、唐栗村外6箇村戸長などを経て再び県議となり同常置委員などを歴任した。
1890年（明治23年）7月の第1回衆議院議員総選挙では岐阜県第4区から出馬し当選。大成会に属し衆議院議員を1期務めた。